# Roger E. Mosley
Roger E. Mosley, född 18 december 1938 i Los Angeles, Kalifornien, död 7 augusti 2022 i Los Angeles, var en amerikansk skådespelare.
Mosley är främst känd för rollen som helikopterpiloten Theodore "T.C" Calvin i TV-serien Magnum med Tom Selleck i huvudrollen.
Han var även gästskådespelare i TV-serier som exempelvis Kojak, Starsky och Hutch, Rötter och Baretta.
Förutom att han medverkade i ett antal TV-serier var han också en känd golfkompis till O.J. Simpson.